# Titanium (single)
Titanium is een single van de Franse dj David Guetta en de Australische zangeres Sia Furler, beter bekend als Sia. In 2011 stond het nummer op de tweede plek in de Dance 15 van The X Vibe, een jaarlijkse hitlijst met de populairste dancenummers van het jaar.

## David Guetta & Sia
Titanium bevat invloeden van house en urban-dance. In Nederland haalde deze single de 2e plaats en in België in de Vlaamse Ultratop 50 de 13e positie. In Australië, waar Sia vandaan komt, haalde Titanium drie maal platina. Het nummer staat op het album Nothing But The Beat van Guetta. De Nederlandse Afrojack heeft ook nog wat mix-, schrijf- en produceerwerk gedaan.

### Hitnoteringen

#### Nederlandse Top 40
| Hitnotering: 20-08-2011 t/m 14-01-2012 | Hitnotering: 20-08-2011 t/m 14-01-2012 | Hitnotering: 20-08-2011 t/m 14-01-2012 | Hitnotering: 20-08-2011 t/m 14-01-2012 | Hitnotering: 20-08-2011 t/m 14-01-2012 | Hitnotering: 20-08-2011 t/m 14-01-2012 | Hitnotering: 20-08-2011 t/m 14-01-2012 | Hitnotering: 20-08-2011 t/m 14-01-2012 | Hitnotering: 20-08-2011 t/m 14-01-2012 | Hitnotering: 20-08-2011 t/m 14-01-2012 | Hitnotering: 20-08-2011 t/m 14-01-2012 | Hitnotering: 20-08-2011 t/m 14-01-2012 | Hitnotering: 20-08-2011 t/m 14-01-2012 |
| Week:                                  | 1                                      | 2                                      | 3                                      | 4                                      | 5                                      | 6                                      | 7                                      | 8                                      | 9                                      | 10                                     | 11                                     | 12                                     |
| -------------------------------------- | -------------------------------------- | -------------------------------------- | -------------------------------------- | -------------------------------------- | -------------------------------------- | -------------------------------------- | -------------------------------------- | -------------------------------------- | -------------------------------------- | -------------------------------------- | -------------------------------------- | -------------------------------------- |
| Positie:                               | 27                                     | 3                                      | 3                                      | 3                                      | 5                                      | 4                                      | 4                                      | 3                                      | 2                                      | 2                                      | 4                                      | 5                                      |
| Week:                                  | 13                                     | 14                                     | 15                                     | 16                                     | 17                                     | 18                                     | 19                                     | 20                                     | 21                                     | 22                                     |                                        |                                        |
| Positie:                               | 7                                      | 8                                      | 9                                      | 10                                     | 18                                     | 20                                     | 20                                     | 33                                     | 36                                     | 40                                     | uit                                    |                                        |

#### NederlandseSingle Top 100
| Hitnotering: 13-08-2011 t/m 24-03-2012 | Hitnotering: 13-08-2011 t/m 24-03-2012 | Hitnotering: 13-08-2011 t/m 24-03-2012 | Hitnotering: 13-08-2011 t/m 24-03-2012 | Hitnotering: 13-08-2011 t/m 24-03-2012 | Hitnotering: 13-08-2011 t/m 24-03-2012 | Hitnotering: 13-08-2011 t/m 24-03-2012 | Hitnotering: 13-08-2011 t/m 24-03-2012 | Hitnotering: 13-08-2011 t/m 24-03-2012 | Hitnotering: 13-08-2011 t/m 24-03-2012 | Hitnotering: 13-08-2011 t/m 24-03-2012 | Hitnotering: 13-08-2011 t/m 24-03-2012 | Hitnotering: 13-08-2011 t/m 24-03-2012 | Hitnotering: 13-08-2011 t/m 24-03-2012 | Hitnotering: 13-08-2011 t/m 24-03-2012 | Hitnotering: 13-08-2011 t/m 24-03-2012 | Hitnotering: 13-08-2011 t/m 24-03-2012 | Hitnotering: 13-08-2011 t/m 24-03-2012 |
| Week:                                  | 1                                      | 2                                      | 3                                      | 4                                      | 5                                      | 6                                      | 7                                      | 8                                      | 9                                      | 10                                     | 11                                     | 12                                     | 13                                     | 14                                     | 15                                     | 16                                     | 17                                     |
| -------------------------------------- | -------------------------------------- | -------------------------------------- | -------------------------------------- | -------------------------------------- | -------------------------------------- | -------------------------------------- | -------------------------------------- | -------------------------------------- | -------------------------------------- | -------------------------------------- | -------------------------------------- | -------------------------------------- | -------------------------------------- | -------------------------------------- | -------------------------------------- | -------------------------------------- | -------------------------------------- |
| Positie:                               | 61                                     | 4                                      | 4                                      | 5                                      | 7                                      | 7                                      | 5                                      | 4                                      | 6                                      | 5                                      | 9                                      | 9                                      | 10                                     | 17                                     | 17                                     | 24                                     | 26                                     |
| Week:                                  | 18                                     | 19                                     | 20                                     | 21                                     | 22                                     | 23                                     | 24                                     | 25                                     | 26                                     | 27                                     | 28                                     | 29                                     | 30                                     | 31                                     | 32                                     | 33                                     |                                        |
| Positie:                               | 28                                     | 37                                     | 38                                     | 23                                     | 27                                     | 46                                     | 38                                     | 41                                     | 40                                     | 48                                     | 64                                     | 49                                     | 74                                     | 64                                     | 71                                     | 76                                     | uit                                    |

#### VlaamseUltratop 50
| Hitnotering: (Week 1 t/m 13) 20-08-2011 t/m 12-11-2011 Hitnotering: (Week 14 t/m 30) 17-12-2011 t/m 07-04-2012 Hitnotering: (Week 31) 19-05-2012 | Hitnotering: (Week 1 t/m 13) 20-08-2011 t/m 12-11-2011 Hitnotering: (Week 14 t/m 30) 17-12-2011 t/m 07-04-2012 Hitnotering: (Week 31) 19-05-2012 | Hitnotering: (Week 1 t/m 13) 20-08-2011 t/m 12-11-2011 Hitnotering: (Week 14 t/m 30) 17-12-2011 t/m 07-04-2012 Hitnotering: (Week 31) 19-05-2012 | Hitnotering: (Week 1 t/m 13) 20-08-2011 t/m 12-11-2011 Hitnotering: (Week 14 t/m 30) 17-12-2011 t/m 07-04-2012 Hitnotering: (Week 31) 19-05-2012 | Hitnotering: (Week 1 t/m 13) 20-08-2011 t/m 12-11-2011 Hitnotering: (Week 14 t/m 30) 17-12-2011 t/m 07-04-2012 Hitnotering: (Week 31) 19-05-2012 | Hitnotering: (Week 1 t/m 13) 20-08-2011 t/m 12-11-2011 Hitnotering: (Week 14 t/m 30) 17-12-2011 t/m 07-04-2012 Hitnotering: (Week 31) 19-05-2012 | Hitnotering: (Week 1 t/m 13) 20-08-2011 t/m 12-11-2011 Hitnotering: (Week 14 t/m 30) 17-12-2011 t/m 07-04-2012 Hitnotering: (Week 31) 19-05-2012 | Hitnotering: (Week 1 t/m 13) 20-08-2011 t/m 12-11-2011 Hitnotering: (Week 14 t/m 30) 17-12-2011 t/m 07-04-2012 Hitnotering: (Week 31) 19-05-2012 | Hitnotering: (Week 1 t/m 13) 20-08-2011 t/m 12-11-2011 Hitnotering: (Week 14 t/m 30) 17-12-2011 t/m 07-04-2012 Hitnotering: (Week 31) 19-05-2012 | Hitnotering: (Week 1 t/m 13) 20-08-2011 t/m 12-11-2011 Hitnotering: (Week 14 t/m 30) 17-12-2011 t/m 07-04-2012 Hitnotering: (Week 31) 19-05-2012 | Hitnotering: (Week 1 t/m 13) 20-08-2011 t/m 12-11-2011 Hitnotering: (Week 14 t/m 30) 17-12-2011 t/m 07-04-2012 Hitnotering: (Week 31) 19-05-2012 | Hitnotering: (Week 1 t/m 13) 20-08-2011 t/m 12-11-2011 Hitnotering: (Week 14 t/m 30) 17-12-2011 t/m 07-04-2012 Hitnotering: (Week 31) 19-05-2012 | Hitnotering: (Week 1 t/m 13) 20-08-2011 t/m 12-11-2011 Hitnotering: (Week 14 t/m 30) 17-12-2011 t/m 07-04-2012 Hitnotering: (Week 31) 19-05-2012 | Hitnotering: (Week 1 t/m 13) 20-08-2011 t/m 12-11-2011 Hitnotering: (Week 14 t/m 30) 17-12-2011 t/m 07-04-2012 Hitnotering: (Week 31) 19-05-2012 | Hitnotering: (Week 1 t/m 13) 20-08-2011 t/m 12-11-2011 Hitnotering: (Week 14 t/m 30) 17-12-2011 t/m 07-04-2012 Hitnotering: (Week 31) 19-05-2012 | Hitnotering: (Week 1 t/m 13) 20-08-2011 t/m 12-11-2011 Hitnotering: (Week 14 t/m 30) 17-12-2011 t/m 07-04-2012 Hitnotering: (Week 31) 19-05-2012 | Hitnotering: (Week 1 t/m 13) 20-08-2011 t/m 12-11-2011 Hitnotering: (Week 14 t/m 30) 17-12-2011 t/m 07-04-2012 Hitnotering: (Week 31) 19-05-2012 | Hitnotering: (Week 1 t/m 13) 20-08-2011 t/m 12-11-2011 Hitnotering: (Week 14 t/m 30) 17-12-2011 t/m 07-04-2012 Hitnotering: (Week 31) 19-05-2012 |
| Week: | 1 | 2 | 3 | 4 | 5 | 6 | 7 | 8 | 9 | 10 | 11 | 12 | 13 | | 14 | 15 | 16 |
| --- | --- | --- | --- | --- | --- | --- | --- | --- | --- | --- | --- | --- | --- | --- | --- | --- | --- |
| Positie: | 31 | 21 | 13 | 30 | 27 | 38 | 39 | 32 | 46 | 35 | 41 | 37 | 38 | uit | 47 | 40 | 35 |
| Week: | 17 | 18 | 19 | 20 | 21 | 22 | 23 | 24 | 25 | 26 | 27 | 28 | 29 | 30 | | 31 | |
| Positie: | 35 | 27 | 23 | 19 | 11 | 10 | 10 | 20 | 22 | 32 | 34 | 48 | 39 | 35 | uit | 48 | uit |

#### NPO Radio 2 Top 2000
| Nummer met noteringen in de NPO Radio 2 Top 2000 | '14 | '15 | '16  | '17  | '18 | '19 | '20 | '21 | '22 | '23 | '24 |
| ------------------------------------------------ | --- | --- | ---- | ---- | --- | --- | --- | --- | --- | --- | --- |
| Titanium                                         | 910 | 794 | 1008 | 1189 | 801 | 887 | 791 | 757 | 785 | 787 | 940 |

1. ↑  Een vetgedrukt getal geeft de hoogste notering aan.
2. ↑  2014 was het eerste jaar met een notering voor dit nummer.

### Trivia
- Professioneel darter Stephen Bunting gebruikt het nummer sinds najaar 2019 als opkomstnummer.

## Niels Geusebroek
In de halve finale van het tweede seizoen van The voice of Holland zong Niels Geusebroek op 13 januari 2012 het nummer Titanium. Doordat het nummer na de uitzending gelijk verkrijgbaar was als muziekdownload kwam de single een week later op nummer 23 binnen in de Nederlandse Single Top 100.

### Hitnotering

#### NederlandseSingle Top 100
| Hitnotering: 21-01-2012 t/m 28-01-2012 | Hitnotering: 21-01-2012 t/m 28-01-2012 | Hitnotering: 21-01-2012 t/m 28-01-2012 | Hitnotering: 21-01-2012 t/m 28-01-2012 |
| Week:                                  | 1                                      | 2                                      |                                        |
| -------------------------------------- | -------------------------------------- | -------------------------------------- | -------------------------------------- |
| Positie:                               | 23                                     | 64                                     | uit                                    |